# Кандан, Нурулла
Нуруллах  Джандан (тур. Nurullah Candan; род. 30 декабря 1948, Анкара) — турецкий легкоатлет. Участник Летних Олимпийских игр 1968 года в Мехико.
Принимал участие в одной дисциплине — прыжки в высоту. В квалификационной группе В занял 20 место из 21 участников с результатом 195 см.
Побил рекорды Турции в десятиборье, прыжках в высоту и беге на 110 метров с барьерами. Его рекорд в десятиборье 1968 года, превзошёл лишь Альпер Касапоглу 21 год спустя.